# آق‌کاریز
آق کاریز، روستایی است از توابع بخش مرکزی شهرستان قوچان در استان خراسان رضوی ایران.

## جمعیت
این روستا در دهستان شیرین دره قرار داشته و براساس سرشماری سال ۱۳۸۵جمعیت آن ۱٬۱۰۹ نفر (۲۶۹ خانوار) بوده‌است.